# Weinmannioscyphus
Weinmannioscyphus — рід грибів родини Helotiaceae. Назва вперше опублікована 1977 року.

## Класифікація
До роду Weinmannioscyphus відносять 1 вид:
- Weinmannioscyphus messerschmidii